# Diablos Rojos del México
Les Diablos Rojos del México sont un club mexicain de baseball de la Ligue mexicaine de baseball située à Mexico. Avec quinze titres de champion, c'est le club professionnel le plus titré du sport mexicain. Les Diablos Rojos évoluent à domicile au Foro Sol, enceinte de 27 940 places.

## Palmarès
- Champion de la Ligue mexicaine de baseball (16) : 1956, 1964, 1968, 1973, 1974, 1976, 1981, 1985, 1987, 1988, 1994, 1999, 2002, 2003, 2008, 2014.
- Vice-champion de la Ligue mexicaine de baseball (16) : 1940, 1941, 1946, 1947, 1957, 1958, 1963, 1966, 1970, 1977, 1991, 1995, 1996, 1997, 2000, 2001